# Сиавонга
Сиавонга (на английски: Siavonga) е град в централната част на Южна Замбия. Намира се в Южната провинция на страната на границата със Зимбабве на северния бряг на езерото Кариба. Надморска височина 528 m. Риболовът и туризмът са основните отрасли в икономиката на града. Отглеждат се царевица и просо. Населението му е 11 832 жители през 2010 г.